# Ris (Altos Pirenéus)
Ris é uma comuna francesa na região administrativa de Occitânia, no departamento dos Altos Pirenéus. Estende-se por uma área de 1,89 km². Em 2010 a comuna tinha 16 habitantes (densidade: 8,5 hab./km²).